# Romex Stayman
Romex Stayman to brydżowa konwencja licytacyjna, odmiana konwencji Staymana używana w systemie licytacyjnym Romex, może także być stosowana w innych systemach po naturalnym, silnym otwarciu 2BA.  Korzystając z tej wersji Staymana należy także używać transferów na kolory starsze.
3♣ po 2BA obiecuje przynajmniej jedną starszą czwórkę, układ 5-5 jest także możliwy ale bez ambicji szlemikowych (wtedy należy zacząć od transferu), rebidy otwierającego wyglądają następująco:
```
3
♦
  Możliwe 4 piki
3
♥
  4-5 kierów, bez czterech pików
3♠  5 pików
3BA 4-4 w kolorach starszych
```

Po 3♦, 3♥ jest relayem który pyta o cztery piki (3♠ - mam cztery piki, 3BA - nie mam), a 3♠ pokazuje 5 pików i 4 kiery.
Po 3♥, 3♠ jest relayem z przynajmniej trzema kierami (3BA - 4 kiery, 4 w kolorze młodszym - 5 kierów i cue-bid).
Jest też znana inna wersja tej konwencji:
```
3
♦
  2-3 kiery, 2-4 piki
3
♥
  4 kiery, możliwe 4 piki
3♠  5 pików
3BA 5 kierów
```

Po rebidzie 3♦, odpowiadający może zapytać się relayami 3♥/♠ o długość w drugim kolorze starszym:
- po relayu 3♥, 3♠ obiecuje 2 piki, 3BA pokazuje 3 piki, a 4 w kolorze młodszym obiecuje 4 piki i jest cue-bidem,
- po relayu 3♠ 3BA pokazuje 2 kiery, a 4 w kolorze młodszym obiecuje 3 kiery i jest cue-bidem.